# CoRoT-7 b
COROT-7 b (ранее называлась COROT-Exo-7 b) — экзопланета (суперземля), которая вращается вокруг звезды COROT-7 и находится в созвездии Единорога. Была обнаружена в начале 2009 года космическим аппаратом «COROT».
| Земля | CoRoT-7 b       |
| ----- | --------------- |
| Земля | {{{exoplanet}}} |

На то время она была самой маленькой из известных экзопланет, её радиус составляет 1,58 ± 0,1 земных радиусов. Масса планеты согласно исследованиям равна 7,42 ± 1,21 земных масс. Таким образом, средняя плотность планеты оценивается в 10,4 ± 1,8 г/см3. Планета расположена очень близко к светилу (0,017 а. е.) и обращается вокруг него за 20 часов, что делает год на этой планете одним из самых коротких из всех известных.
Звезда COROT-7 немного меньше, чем Солнце и находится на расстоянии 489 световых лет от Земли.
Впоследствии было установлено, что на планете (на её освещённой стороне) находится обширный лавовый океан, который образуется при температуре около +2500—2600 °C. Это выше температуры плавления большинства известных минералов. Атмосфера планеты состоит главным образом из испарившейся породы, и выпадает на тёмную и освещённую сторону каменными осадками. Планета, вероятно, повёрнута к звезде постоянно одной стороной.
Условия на освещённой и неосвещённой стороне планеты очень сильно отличаются. В то время как освещённая сторона представляет собой раскалённый бурлящий океан, находящийся в непрерывной конвекции, неосвещённая, вероятно, находится на коре застывшей лавы и, возможно, покрыта огромным слоем обычного водяного льда.
Компьютерные модели показали, что CoRoT-7 b может быть скалистым остатком газового гиганта размером с Сатурн, который был «выпарен» звездой до ядра.